# Franc Gologranc
Franc Gologranc, inženir strojništva, profesor na Fakulteti za strojništvo v Ljubljani, * 23. januar 1920, Slovenske Konjice.
Franc Gologranc se je rodil 23. januarja 1920 v Slovenskih Konjicah. Po šestletni prekinitvi študija zaradi vojne je februarja 1950 diplomiral za strojnega inženirja na Tehniški fakulteti v Ljubljani.
Najprej se je zaposlil kot konstruktor v projektivnem biroju Ministrstva za težko industrijo, kasneje leta 1952 pa kot asistent na Inštitutu za mehansko tehnologijo na Fakulteti za strojništvo v Ljubljani. Med letoma 1952 in 1958 je bil na podiplomskem študiju in specializaciji v Nemčiji.
Njegovo strokovno delo je bilo do leta 1960 usmerjeno v področje mehanske tehnologije in obdelovalnih strojev. Leta 1961 je bil izvoljen za docenta za tehniko preoblikovanja in teorijo plastičnega preoblikovanja, takrat novo vpeljana tehnološka disciplina na Fakulteti za strojništvo.
V letih 1967−1974 je občasno opravljal naloge znanstvenega sodelavca na Inštitutu za preoblikovalno tehniko Univerze v Stuttgartu, kjer je leta 1975 tudi doktoriral.
Leta 1968 je ustanovil Laboratorij za preoblikovanje, kjer so potekale sistematične raziskave hladnega masivnega preoblikovanja jekel. Kasneje je delo razširil na področje identifikacije preoblikovanja tanke pločevine in razvoj računalniško podprte strojne opreme za ugotavljanje preoblikovalnih karakteristik.
Leta 1982 je postal redni profesor na Fakulteti za strojništvo v Ljubljani, kjer je predaval tri desetletja. Bil je mentor 7. modula in je mentoriral preko 100 diplomantov dodiplomskega in podiplomskega študija strojništva.
Sodeloval je pri mnogih aplikativnih razvojnih nalogah za industrijo, bil nosilec številnih raziskovalnih nalog, doma in v tujini objavil 50 samostojnih člankov in razprav, napisal 4 fakultetne učbenike in eno monografijo v tujini.